# 穗花轴榈
穗花轴榈（学名：Licuala fordiana）为棕榈科轴榈属下的一个种。

## 扩展阅读
- 維基物種上的相關：穗花轴榈